# Cobalttsumcorite
La cobalttsumcorite è un minerale.

## Etimologia
Il nome deriva dalla composizione chimica: è una tsumcorite ricca di cobalto.